# Marek Baraniecki

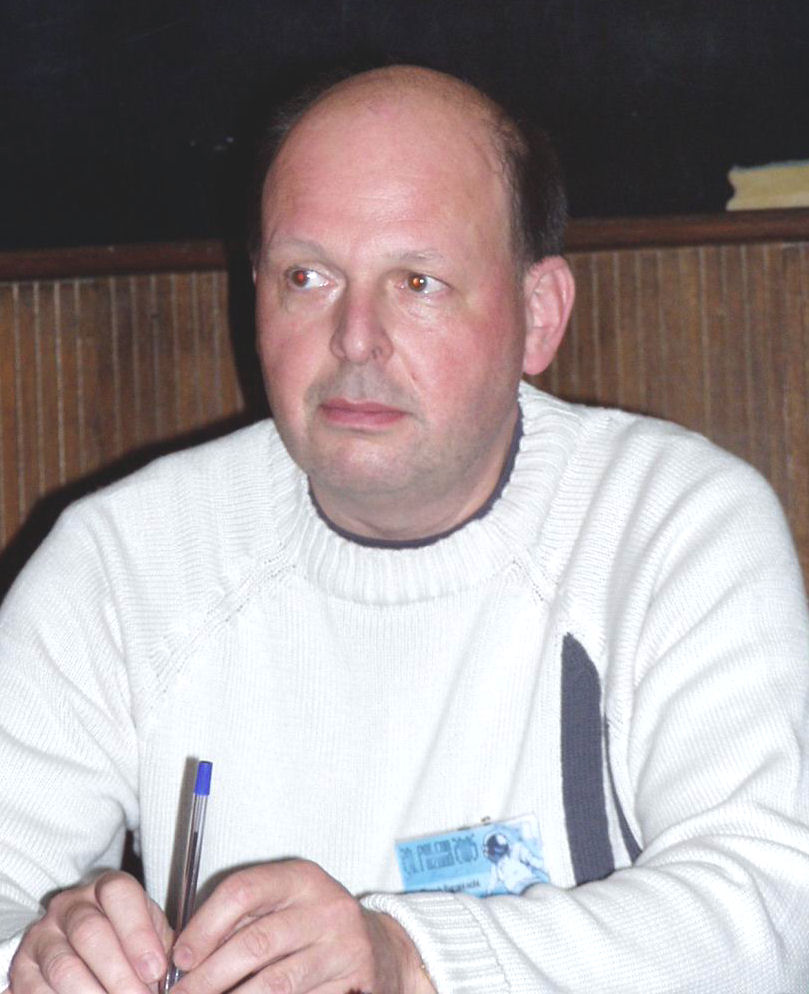
Marek Baraniecki tại Polcon 2005

Marek Baraniecki (sinh ngày 16 tháng 6 năm 1954) là một nhà văn chuyên về thể loại khoa học viễn tưởng và nhà báo người Ba Lan. Ông tốt nghiệp chuyên ngành kỹ sư môi trường. Năm 1985, Marek Baraniecki xuất bản tuyển tập truyện ngắn Głowa Kasandry và được trao Giải thưởng Janusz A. Zajdel cho cuốn tiểu thuyết cùng tên.

## Tiểu sử
Marek Baraniecki sinh tại Gliwice, Ba Lan. Sau khi tốt nghiêp Đại học Công nghệ Silesian, ông làm kỹ sư môi trường trong nhiều năm trước khi bén duyên với sự nghiệp viết lách và báo chí. Tác phẩm đầu tay của Marek Baraniecki mang tên  "Karlgoro godzina 18" ("Karlgoro, 6pm"), một truyện ngắn được đăng trên tạp chí Fantastyka.
Tác phẩm nổi tiếng nhất của Marek Baraniecki là tiểu thuyết có tựa đề Głowa Kasandry (Cassandra's Head), được xuất bản lần đầu tiên vào năm 1985 và ngay lập tức được trao Giải thưởng Janusz A. Zajdel. Lấy bối cảnh thế giới thời kỳ hậu tận thế, năm 2004, tác phẩm Głowa Kasandry được độc giả của báo Gazeta Wyborcza bình chọn là một trong bảy tiểu thuyết hậu tận thế hay nhất mọi thời đại cùng với tác phẩm của nhà văn Jack London, Herbert Wells và Stephen King.
Głowa Kasandry hiện đang được chế tác thành phim điện ảnh mang tên Cassandra. Science fiction drama.